# Otton Lipkowski

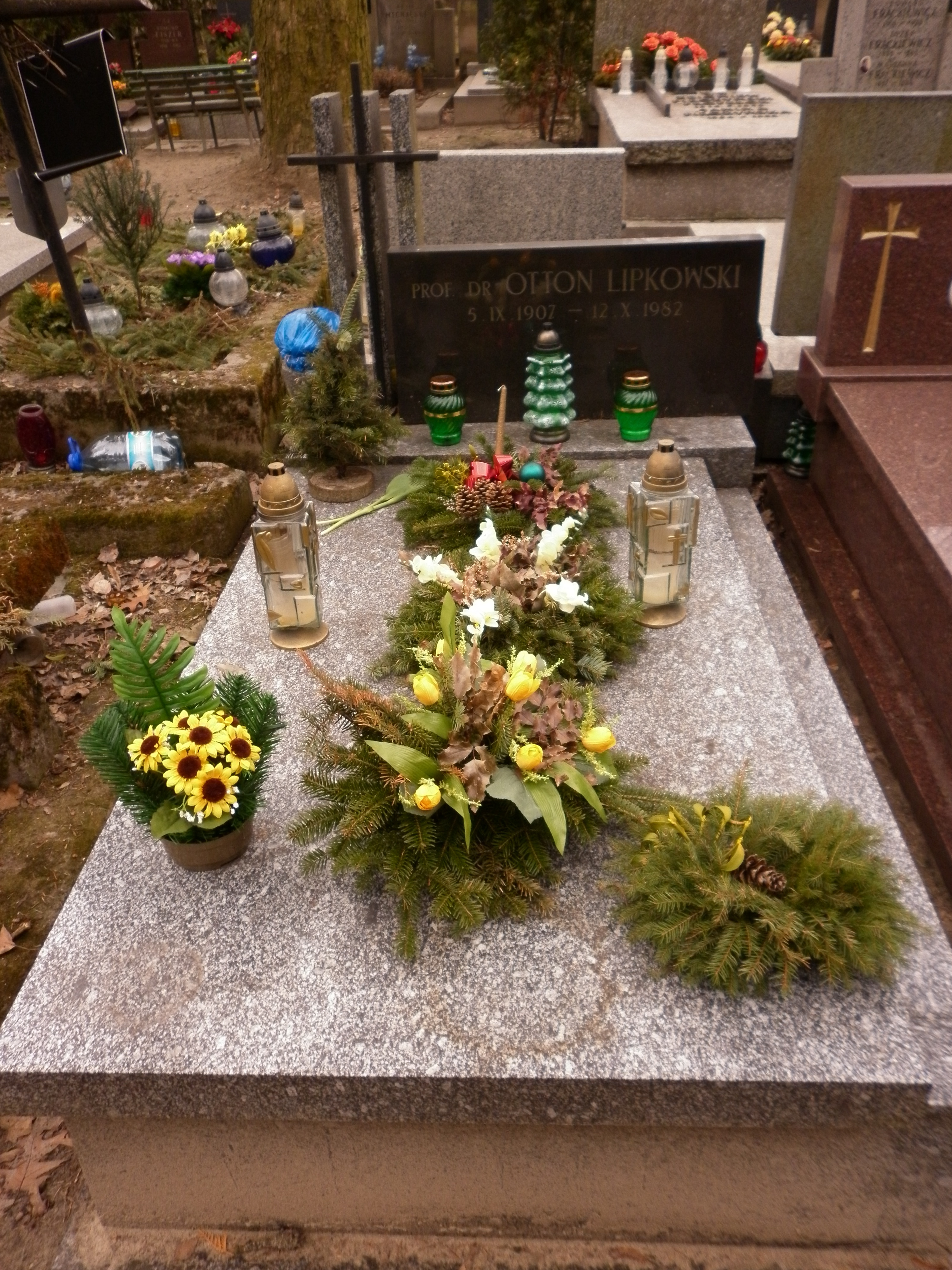
Grób Ottona Lipwskiego na Wojskowych Powązkach

Otton Lipkowski (ur. 5 września 1907 w Człuchowie, zm. 12 października 1982 w Warszawie) – pedagog, uczeń i współpracownik Marii Grzegorzewskiej.

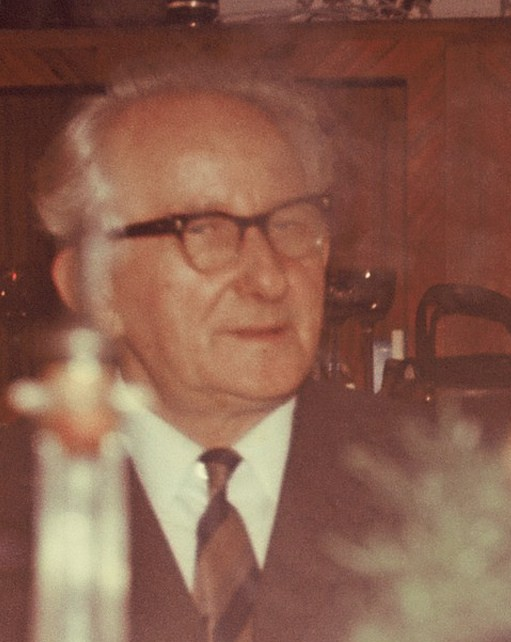
Otton Lipkowski, polski pedagog, specjalista od głuchych oraz młodzieży niedostosowanej społecznie, fot. XII. 1972 r.

## Życiorys
Absolwent Instytutu Pedagogiki Specjalnej i Wolnej Wszechnicy Polskiej w dziedzinie pedagogiki, doktor nauk humanistycznych Uniwersytetu Warszawskiego (1963). Nauczyciel dzieci upośledzonych, od 1954 wykładowca akademicki w dziedzinie metodyki niedostosowanych społecznie, w latach 1960–1965 dyrektor Instytutu Głuchoniemych im. Jakuba Falkowskiego w Warszawie, dziekan Wydziału Resocjalizacji (przekształconej z PIPS) Wyższej Szkoły Pedagogiki Specjalnej. Od 1975 kierownik zbiorowych badań nad uwarunkowaniami niedostosowania społecznego i resocjalizacji. Kierownik polskiego zespołu pedagogów specjalnych współpracującego z ekipą międzynarodową przy Uniwersytecie Humboldtów w Berlinie nad ujednoliceniem nazewnictwa.
W latach 1968–1982 członek a następnie przewodniczący Zarządu Sekcji Wychowania FICE przy UNESCO. Autor pierwszego opracowania podręcznika dla studentów i nauczycieli „Pedagogika specjalna” (1974), opracowań metodycznych „Wychowanie dzieci społecznie niedostosowanych” (1966), „Resocjalizacja” (1970), „Dziecko społecznie niedostosowane i jego resocjalizacja” (1971) oraz 20 artykułów w czasopismach zagranicznych i krajowych. Jego imię noszą: Specjalny Ośrodek Szkolno-Wychowawczy nr 15 dla Dzieci Słabosłyszących w Warszawie przy ul. Zakroczymskiej 6 oraz Młodzieżowy Ośrodek Wychowawczy w Krupskim Młynie. Pochowany na warszawskim cmentarzu wojskowym na Powązkach (kwatera B23-7-19).